# Green River (Wyoming)
Green River è una città ed è il capoluogo della contea di Sweetwater, Wyoming, Stati Uniti, nella parte sud-occidentale dello stato. La popolazione era di 12 515 abitanti al censimento del 2010.

## Geografia fisica
Secondo lo United States Census Bureau, ha un'area totale di 14,02 mi² (36,31 km²).

## Storia
Green River fu incorporata nel 1868 in quello che allora era il Territorio del Dakota, sulle rive del Green River. La città era il punto di partenza da cui John Wesley Powell iniziò le sue famose spedizioni del Green River, del fiume Colorado e del Grand Canyon alla fine degli anni 1800. La città di Green River originariamente doveva essere il sito di un punto di divisione per la Union Pacific Railroad, ma quando la ferrovia finalmente raggiunse il punto, i funzionari furono sorpresi di scoprire che la grande città era già stata fondata lì, probabilmente richiedendo costose negoziazioni per la terra della ferrovia. Hanno spostato il punto di divisione a 12 miglia (19 km) ad ovest, creando la città di Bryan, sul Blacks Fork of the Green River.
Al momento della sua incorporazione nel 1868, Green River aveva circa 2000 residenti ed edifici in adobe permanenti erano in costruzione. Tuttavia, quando il punto di divisione della ferrovia fu spostato verso ovest, la popolazione dell'insediamento scese a 101 residenti. Proprio quando Green River era sul punto di diventare una città fantasma, il Blacks Fork si prosciugò durante una siccità e la ferrovia fu costretta a spostare il punto di divisione a Green River per garantire un'adeguata acqua per le sue locomotive a vapore. La città fu ufficialmente reincorporata sotto le nuove leggi del Wyoming il 5 maggio 1891, mentre Bryan divenne la città fantasma.
La città è conosciuta come una delle prime negli Stati Uniti a vietare la sollecitazione porta a porta, sotto la Green River Ordinance.

## Società

### Evoluzione demografica
Secondo il censimento del 2010, la popolazione era di 12 515 abitanti.

### Etnie e minoranze straniere
Secondo il censimento del 2010, la composizione etnica della città era formata dal 92,1% di bianchi, lo 0,4% di afroamericani, lo 0,8% di nativi americani, lo 0,5% di asiatici, lo 0,1% di oceanici, il 4,1% di altre razze, e il 2,0% di due o più etnie. Ispanici o latinos di qualunque razza erano il 13,4% della popolazione.